# 鄧曄
鄧 曄（とう よう、生没年不詳）は、中国の新代から後漢初期にかけての武将。司隷弘農郡析県の人。新の王莽の打倒に貢献した人物である。

## 事跡

### 長安攻略に貢献
| 姓名           | 鄧曄                                                     |
| 時代           | 新 - 後漢                                                |
| 生没年         | 〔不詳〕                                                 |
| 字・別号       | 〔不詳〕                                                 |
| 本貫・出身地等 | 司隷弘農郡析県                                           |
| 職官           | 輔漢左将軍〔自称〕→執金吾〔更始〕 →復漢将軍〔更始→後漢〕 |
| 爵位・号等     | -                                                        |
| 陣営・所属等   | 〔独立勢力〕→更始帝→光武帝                               |
| 家族・一族     | 〔不詳〕                                                 |

地皇4年（23年）秋、更始帝（劉玄）の即位を知った鄧曄は、同郷の于匡と共に100人余りの人数により南郷で挙兵した。
鄧曄はまず、武関の守備を担当し数千人の兵を率いていた析県の県長に対して「劉家の者が即位した。天命を知れ」と勧告し、これを降伏させて自軍に組み入れた。ここで鄧曄は輔漢左将軍、于匡は輔漢右将軍を自称している。鄧曄・于匡は、析県・丹水県（弘農郡）を攻略し、武関を攻撃して都尉朱萌を降伏させ、さらに右隊大夫宋綱を滅ぼして、湖県（弘農郡）を奪取した。
王莽は、9人の将軍を「九虎将軍」に任命して鄧曄・于匡の討伐に向かわせ、九虎将軍の軍は、回谿（弘農郡華陰県）の要衝を守備した。ここで鄧曄と于匡は、巧みな連携を見せる。まず于匡は、数千の射手を率いて正面から九虎将軍の軍勢に挑む。その間に、鄧曄は閿郷（弘農郡湖県）から出撃して、南方の棗街・作姑に設けられた九虎将軍の防衛線を突破し、そのまま北へ迂回して、九虎将軍の陣営の後背を突き崩したのである。こうして、鄧曄・于匡は、九虎将軍を大いに破った。
この時、更始帝は西屏大将軍申屠建と丞相司直李松・趙萌を長安攻略軍として派遣していたが、鄧曄・于匡は武関を開いて申屠建らの軍を迎え入れ、共に長安を目指して進軍している。まもなく長安は陥落し、鄧曄の配下であった王憲が王莽の首級をとり、新は滅亡した。

### 延岑との戦い
その後、鄧曄・于匡は更始帝の臣下に加わっている。更始3年（25年）、執金吾に任命されていた鄧曄は、更始帝に対し兵変を謀った隗囂の邸宅を兵を率いて包囲したが、隗囂の突破、逃走を防げなかった。
建武2年（26年）1月、鄧曄は于匡と共に光武帝（劉秀）に降伏した。この時、鄧曄は復漢将軍、于匡は輔漢将軍に、それぞれ更始帝から任命されていたが、光武帝は2人の地位をそのままとしている。
建武3年（27年）4月、漢軍の馮異が上林苑（右扶風）で延岑を撃破し、延岑は敗走したが、馮異は鄧曄・于匡に析県でこれを迎撃・追撃させた。鄧曄・于匡は大勝し、延岑の部将蘇臣以下8千人余りを降伏させている。建武4年（28年）春、鄧曄は于匡と共に右将軍鄧禹の指揮下に加わり、鄧県・武当県（南陽郡）で延岑と再戦して、またしてもこれを破った。
以後、鄧曄の名は史書に見えない。